# Іванченко Богдан Тарасович
Богдан Тарасович Іванченко (нар. 13 серпня 1996, Самбір, Львівська область, Україна) — український футболіст, півзахисник футбольного клубу «Куликів».

## Життєпис

### Ранні роки
Вихованець футбольної школи «BRW-ВІК» (Володимир-Волинський), де і розпочинав свої виступи у першості України (ДЮФЛ). Загалом на дитячо-юнацькому рівні провів 57 матчів (3 голи). Також виступав за юнацький колектив стрийської «Скали» в Українській Прем'єр-лізі, де впродовж сезону був стабільним гравцем основи (18 матчів, 4 голи). 

### Клубна кар'єра
На професіональному рівні дебютував у 2015 році в складі тієї ж «Скали», де впродовж сезону переважно перебував у запасі. У 2016 році грав за аматорську команду: ФК «Самбір», а вже у 2017 році відзначився і першим забитим голом на професіональному рівні, це сталося під час виступів за горностаївський «Мир». Впродовж 2018—2019 років виступав, як і в аматорській першості так і в професійній, за клуби: ФК «Калуш» та ФК «Самбір». Із сезону 2019/20 гравець першолігового клубу «Агробізнес» (Волочиськ), а наприкінці серпня на правах оренди перейшов в чернівецьку «Буковину». 30 червня 2020 року договір оренди закінчився і Агробізнес офіційно знову заявив Богдана у свій склад, а вже 19 липня того ж року в матчі проти краматорського «Авангарду» відзначився дебютним голом. У сезоні 2022/23 грав за команду «Скала 1911», яка виступала у чемпіонаті України серед аматорів та із нового сезону отримала професійний статус.